# OSDE
OSDE es una red de servicios de atención médica de Argentina creada en 1972. En 1991 se convirtió en la primera red de servicios médico-asistenciales de Argentina, con un sistema de planes abiertos de salud.
En la actualidad cuenta con más de 2 millones de socios, casi 7 mil colaboradores, alrededor de 121.900 profesionales; unas 8.200 farmacias contratadas y 380 Centros de Atención Personalizada distribuidos en todo el territorio nacional.

## Historia
En 1970 se sancionó la Ley 18.610 -luego modificada por la 23.360-, que estableció el régimen de obras sociales y permitió la creación de entidades mutuales para el personal de las empresas.
De esta forma, un grupo de empresarios vinculados a la Unión Industrial Argentina (UIA) creo Osde.
En 1979, a esa agrupación inicial se incorporaron cámaras y grupos representativos del comercio, de los profesionales y de los productores rurales. La primera atención se produjo el 1 de agosto de 1978, desde entonces comenzó a brindar cobertura médica para el personal jerárquico de compañías, profesionales independientes y empresarios autónomos a través del sistema nacional de obras sociales.
En 1983, OSDE obtuvo su personería jurídica como entidad sin fines de lucro. A las filiales existentes en Rosario, Chaco y Tucumán -próximas a la UIA- se sumaron las de Córdoba, Entre Ríos, Jujuy, Santa Fe, Mar del Plata y Comodoro Rivadavia.
En 1988, se inauguraron los primeros Centros de Atención Personalizada en el ámbito de la Filial Metropolitana en Caballito, Barrio Norte y Belgrano.
En 1989 se implementaron los llamados planes directos para asociados del interior en tránsito -quienes, hasta ese momento, accedían a prestaciones en forma tercerizada- y se confeccionaron las primeras cartillas.
1991 representa un hito fundamental en la historia de OSDE: a partir de ese año se convirtió en la primera red de servicios médico-asistenciales de Argentina, con un sistema de planes abiertos de salud. El nuevo plan Binario hacía de OSDE un facilitador del intercambio entre socios y prestadores. De este modo, se suprimieron diversos trámites y autorizaciones para acceder al servicio en forma directa.[cita requerida]
En 1992 se creó la Federación OSDE y OSDE de ser Obra Social de Ejecutivos, pasó a ser Organización de Servicios Directos Empresarios.
Hasta 1997, la atención en el interior del país se daba a través de diferentes modalidades de cobertura. Una vez madurada la experiencia del plan Binario, se la extendió a toda la Argentina.

## Cobertura
Se puede acceder a OSDE como socio directo -abonando la cuota mensual- o derivando los aportes de obra social –de empresa o del monotributo-. Los planes OSDE 210, OSDE 310, OSDE 410, OSDE 450 y OSDE 510 tienen una cobertura superadora de la establecida por la Ley 23.660 (Ley de Obras Sociales), a la que se le suman diferenciales según el valor.
A su vez, existen categorías de socio de acuerdo a la edad: OSDE Neo (18 a 27 años) y Plan Joven (28 a 35 años).

## Grupo OSDE
OSDE forma parte del Grupo OSDE, integrado, además, por empresas como Binaria Seguros de Vida S.A., Binaria Seguros de Retiro S.A., Interturis S.A.U. y Sistema de Urgencias del Rosafé S.A.U. (URG Urgencias), y por la Fundación OSDE.